# カーコレクション
カーコレクション（THEカーコレクション、略称「カーコレ」）は、株式会社トミーテックが生産・発売していた、ブラインドパッケージによる、鉄道模型の情景用アクセサリー向けの乗用車・ライトバン・小型及び中型トラックの縮尺1/150の模型である。
本項では16番ゲージのアクセサリーに類する縮尺1/80のモデル、カーコレクション80（カーコレクションはちまる）についても記述する。

## 概要
同社のジオラマコレクションシリーズの第2弾である。ブラインドパッケージ方式で発売されており、1箱に2台（第4弾までは3台）封入されていた。通常シリーズのほかに細部の装飾を細密化、オープンパッケージとした「カーコレクションHG」シリーズも発売されている。最近では過去に発売された車種を再選定して4台にまとめた「基本セット」も発売されていた。
車種の選定は1960年代〜2010年代と幅広く、中にはミニカー化もされないマイナーな車種・グレードが選定されることもあった。旧型車に関しては同社が発売している縮尺1/64ブランドのトミカリミテッドヴィンテージと設計図面を共用しているほか、そのほかの車種では親会社のタカラトミーが発売している玩具トミカと共通するものが多い。
かつてタカラから縮尺1/80のモデルが発売されていたが、カーコレクション80との関連性はない。
レギュラーシリーズは2013年3月以降出さなくなり、基本セットも2019年に発売された「O2」が最後となっている。

## THEカーコレクション

### 第1弾
2004年10月発売。1960年代の乗用車を模型化している。
- 日産セドリック デラックス
  - 01 白/茶のツートン
  - 02 白
  - 03 タクシー
  - 04 覆面パトカー
  - 05 黒
- プリンスグロリア スーパー6
  - 06 青
  - 07 水色
  - 08 タクシー
  - 09 消防指令車（東京消防庁）
  - 10 黒
- ダットサンブルーバード
  - 11 白/黒のツートン
  - 12 青
  - 13 パトカー（山梨県警）
  - 14 タクシー
  - 15 白
- トヨペットコロナ
  - 16 銀
  - 17 金色
  - 18 パトカー（警視庁）
  - 19 タクシー
  - 20 赤
- シークレット
  - S01 プリンスグロリア スーパー6（日本交通・ハイヤー）
  - S02 日産セドリック デラックス（日本交通・タクシー）
  - S03 プリンスグロリア スーパー6（日本交通・タクシー）

### 第2弾
2005年3月発売。1980年代初頭の乗用車を模型化している。
- 日産セドリック
  - 21 白
  - 22 黒
  - 23 青
  - 24 金
  - 25 黒覆面パトカー
- トヨタマークII
  - 26 金
  - 27 青
  - 28 赤
  - 29 白
  - 30 ブロンズ
- 日産スカイライン
  - 31 銀
  - 32 赤
  - 33 黒
  - 34 青
  - 35 白
- トヨタ・セリカXX
  - 36 銀/黒のツートン
  - 37 赤/黒のツートン
  - 38 赤
  - 39 白
  - 40 銀
- シークレット
  - S04 日産セドリック（パトカー・警視庁）
  - S05 トヨタセリカXX（銀覆面パトカー）
  - S06 日産スカイライン（青覆面パトカー）

### 第3弾
2006年7月発売。「フェアレディZヒストリー」の副題があり、同車種の歴代モデルを模型化している。
- FAIRLADY 432Z
  - 41 白
  - 42 シルバー
  - 43 オレンジ
  - 44 イエロー
  - 45 暗赤色
- FAIRLADY 240ZG
  - 46 マルーン
  - 47 白
  - 48 赤
  - 49 無塗装
  - 50 パトカー（警視庁）
- FAIRLADY Z32
  - 51 スーパーレッド
  - 52 ダークブルーパール
  - 53 イエローパール
  - 54 ブラックパール
  - 55 パトカー（栃木県警）
- FAIRLADY Z33
  - 56 サンセットオレンジ
  - 57 ダイアモンドシルバー
  - 58 バーニングレッド
  - 59 モンテレーブルー
  - 60 イエロー
- シークレット
  - S07 FAIRLADY 432Zパトカー(神奈川県警）
  - S08 FAIRLADY 240ZGパトカー(神奈川県警）
  - S09 FAIRLADY Z32ペースカー

### 第4弾
2007年2月発売。「1960年代編」の副題がある。下記の4車種が模型化されている。
- トヨペットクラウン
  - 61 暗赤色
  - 62 黒
  - 63 金
  - 64 構内タクシー
  - 65 パトカー（警視庁）
- トヨペットクラウンワゴン
  - 66 紺
  - 67 白
  - 68 警備保障（現金輸送車）
  - 69 消防指令車（東京消防庁）
  - 70 パトカー（警視庁）
- プリンススカイラインGT
  - 71 赤
  - 72 白
  - 73 青レースカー（第2回日本グランプリ仕様。No.39（砂子義一））[1]
  - 74 白／赤屋根
  - 75 白／赤レースカー (第2回日本グランプリ仕様。No.41（生沢徹））[1]
- ダットサントラック
  - 76 白
  - 77 薄緑
  - 78 青
  - 79 水色
  - 80 カーキ色
- シークレット
  - S10 トヨペットクラウン（横浜タクシー）
  - S11 トヨペットクラウンワゴン（救急車）
  - S12 ダットサントラック（ニッサンサービス）

### 第5弾
2008年1月発売。小型トラックなどの商用車を製品化。一箱あたりの封入台数が3台から2台に変更されている。
- トヨタ・ハイエース
  - 81 パトカー(警視庁)
  - 82 救急車(東京消防庁)
  - 83 コミューター(緑)
- いすゞ・エルフ
  - 84 東京都清掃事業のバキュームカー(A)
  - 85 東京都清掃事業のバキュームカー(B)
  - 86 東京都清掃事業の清掃車
- 日野・デュトロ･高床トラック
  - 87 白
  - 88 青
  - 89 シルバー
- 三菱ふそう・キャンター･パネルトラック（佐川急便）
  - 90 佐川急便（飛脚便(CNG仕様)）
  - 91 佐川急便（飛脚クール便）
  - 92 佐川急便（飛脚便）
- シークレット
  - S13 トヨタハイエース病院救急車（神奈川県警）
  - S14 いすゞエルフ清掃車（青）
  - S15 日野デュトロ（青緑）
  - S16 三菱ふそうキャンター（白・カタログカラー）

### 第6弾
2008年9月発売。「コンパクトカー編」の副題がある。大手自動車メーカー各社の主力コンパクトカーを製品化。
- ホンダ・フィット(GD1～4型)
  - 93 赤
  - 94 青
  - 95 シルバー
- 日産・マーチ(K12型)
  - 96 オレンジメタリック
  - 97 青メタリック
  - 98 チョコレートメタリック
- マツダ・デミオ(DY系)
  - 99 イエロー
  - 100 青
  - 101 オレンジメタリック
- トヨタ・ヴィッツ(KSP/SCP/NCP9#型)
  - 102 グリーンメタリック
  - 103 パープルメタリック
  - 104 クリーム色
- シークレット
  - S17 ホンダ・フィット（カナリアイエロー）
  - S18 日産・マーチ（マーチ（パトカー・静岡県警））
  - S19 マツダ・デミオ（コズミックローズメタリック）
  - S20 トヨタ・ヴィッツ（赤）

### 第7弾
2009年6月発売。新旧の商用バン・軽トラックを製品化。
- 日産・キャラバン長尺バン
  - 105 青
  - 106 白
  - 107 救急車
- ホンダ・TN-7トラック （白・グリーンには荷物パーツ、青には幌が付属。）
  - 108 白
  - 109 青
  - 110 グリーン
- マツダ・ボンゴバン
  - 111 白（ルートバン）
  - 112 銀
  - 113 パトカー（警視庁）
- スバル・サンバートラック
  - 114 白
  - 115 銀
  - 116 赤帽仕様
- シークレット
  - S21 日産・キャラバン長尺バン（白+青帯）
  - S22 ホンダ・TN-7トラック（黄）
  - S23 マツダ・ボンゴバン（消防指揮車）
  - S24 スバル・サンバー（東京23区清掃事業）

### 第8弾
2009年10月発売。「ミニバン編」の副題がある。大手自動車メーカー各社で人気を博したミニバンを製品化。
- ホンダ・オデッセイ
  - 116 赤
  - 117 紺
  - 118 金
- 日産・エルグランド
  - 119 ミスティックブラック/ブリリアントシルバーメタリック
  - 120 ホワイトパール/ブリリアントシルバーメタリック
  - 121 消防指令車
- トヨタ・エスティマ
  - 122 金
  - 123 パトカー（警視庁）
  - 124 浅緑メタリック
- トヨタ・アルファード
  - 125 ホワイトパールクリスタルシャイン
  - 126 シルバーメタリック
  - 127 ブラック
- シークレット
  - S25 ホンダ・オデッセイ（白）
  - S26 日産・エルグランド（ブリリアントシルバーメタリック 覆面パトカー）
  - S27 トヨタ・エスティマ（東京消防庁）
  - S28 アルファード（個人タクシー）

### 第9弾
2010年2月発売。「いにしえの商用車編」の副題がある。1960年代に登場した商用車を製品化。
- ダイハツCO8型
  - 129 青（幌付）
  - 130 淡緑
  - 131 オレンジ
- マツダ・K360
  - 132 水色
  - 133 ピンク（幌付）
  - 134 クリーム
- トヨタ・トヨエース
  - 135 ブルー（幌付）
  - 136 ベージュ
  - 137 茶色
- スバル・サンバーライトバン
  - 138 青白い
  - 139 黄緑色
  - 140 灰色
- シークレット
  - S29 マツダ・K360（青･マツダオート愛媛）
  - S30 ダイハツ・C08型（黄緑　ダイハツロゴ入り幌）
  - S31 トヨタ・トヨエース（水色車体・灰色幌）
  - S32 スバル・サンバーライトバン（濃青）

### 第10弾
2010年5月発売。「新旧高級セダン編」の副題がある。1960年代と現代のセダンを製品化。
- 日産・グロリア
  - 145 薄青色メタリック
  - 146 黒
  - 147 銀
- 日産セドリック130系
  - 148 黒
  - 149 白
  - 150 パトカー（警視庁）
- 日産・ティアナ
  - 151 青メタリック
  - 152 白
  - 153 パトカー（北海道警察）
- トヨタ・クラウン
  - 154 銀
  - 155 白（覆面パトカー）
  - 156 パトカー（神奈川県警）
- シークレット
  - S33 日産･グロリア（大阪府警パトカー）
  - S34 日産･セドリック（道路公団パトカー）
  - S35 日産･ティアナ（銀・覆面車）
  - S36 トヨタ・クラウン（千葉県警パトカー昇降機仕様）

### 第11弾
2010年8月発売。「思い出の街角編」の副題がある。
- ダイハツ・ミゼットMP （薄緑・薄茶には荷物パーツ、青には幌が付属。）
  - 157 青
  - 158 薄緑
  - 159 薄茶
- スバル・360
  - 160 ベージュ
  - 161 水色
  - 162 薄緑
- トヨペット・クラウン
  - 163 黒
  - 164 構内タクシー
  - 165 パトカー（警視庁）
- トヨペット・マスターライン
  - 166 ピンク
  - 167 茶
  - 168 救急車（浅草消防署）
- シークレット
  - S37 ダイハツ・ミゼットMP（赤）
  - S38 スバル360（ピンク）
  - S39 トヨペット・クラウン（東京消防庁）
  - S40 トヨペット・マスターライン（薄緑）

### 第12弾
2010年11月発売。「現代の街角編」の副題がある。
- トヨタ・プリウス
  - 169 スーパーホワイトII
  - 170 ダークレッドマイカメタリック
  - 171 シルバーメタリック
- トヨタ・クラウンセダン
  - 172 紺メタリック
  - 173 日本交通タクシー（統一カラー）
  - 174 日本交通タクシー（黒）
- 日産・AD
  - 175 白
  - 176 銀
  - 177 紺
- 日産・パラメディック
  - 178 東京消防庁
  - 179 松戸市消防局
  - 180 大阪市消防局
- シークレット
  - S41 トヨタ・プリウス（江戸川区自主防犯車）
  - S42 トヨタ・クラウンセダン（個人タクシー）
  - S43 日産・AD（東京都下水道局）
  - S44 日産・パラメディック（東京消防庁）

### 第13弾
2011年2月発売。「70年代の街並み編」の副題がある。
- トヨタ・ダイナ
  - 181 平荷台(青)
  - 182 平荷台(黄)
  - 183 レッカー車（青）
- 三菱ふそう・キャンター
  - 184 薄緑
  - 185 薄青
  - 186 薄黄（幌付）
- トヨタ・カローラ30バン
  - 187 白
  - 188 茶メタリック
  - 189 緑メタリック
- トヨタ・ランドクルーザー
  - 190 茶/白
  - 191 緑/白
  - 192 道路公団パトロールカー
- シークレット
  - S45 トヨタ・ダイナ（東京トヨタサービス・レッカー車）
  - S46 三菱ふそう・キャンター（アルミバン）
  - S47 トヨタ・カローラ30バン（トヨタ西東京カローラサービス）
  - S48 トヨタ・ランドクルーザー（赤/白）

### 第14弾
2011年6月発売。「近年の軽自動車編」の副題がある。
- ホンダ・トゥデイ
  - 193 赤
  - 194 水色
  - 195 白
- スズキ・ワゴンR
  - 196 黒
  - 197 銀メタリック
  - 198 青メタリック
- ダイハツ・ハイゼットカーゴ
  - 199 白
  - 200 銀
  - 201 パトカー（警視庁）
- 三菱・i-MiEV
  - 202 白
  - 203 銀
  - 204 赤/白
- シークレット
  - S49 ホンダ・トゥデイ（埼玉県警察）
  - S50 スズキ・ワゴンR（赤）
  - S51 ダイハツ・ハイゼットカーゴ（警察車両）
  - S52 三菱・i-MiEV（神奈川県警察）

### 第12弾R
2012年3月発売。「現代の街角編」の副題がある。
- トヨタ・プリウス
  - 205 紺メタリック
  - 206 黒
  - 207 銀（タクシー）
- トヨタ・クラウンセダン
  - 208 黒
  - 209 白（タクシー）
  - 210 銀（タクシー）
- 日産・ADエキスパート
  - 211 白
  - 212 銀
  - 213 消防指令車
- 日産・パラメディック/エルグランド
  - 214 パラメディック救急車（名古屋市消防局）
  - 215 パラメディック救急車（京都市消防局）
  - 216 エルグランド消防指令車（札幌市消防局）
- シークレット
  - S53 トヨタ・プリウス（タクシー・白塗装）
  - S54 トヨタ・クラウンセダン（タクシー・緑塗装）
  - S55 日産・AD（大阪府警察）
  - S56 日産・パラメディック（カタログ塗装）。

### 第15弾
2013年3月発売。
- トヨタ・クラウン
  - 217 黒
  - 218 パトカー（熊本県警）
  - 219 白（個人タクシー）
- 日産・ティアナ
  - 220 ワインレッド
  - 221 銀
  - 222 黒（個人タクシー）
- トヨタ・エスティマ
  - 223 銀
  - 224 ワインレッド
  - 225 紺メタリック
- トヨタ・アルファード
  - 226 金メタリック
  - 227 黒（個人タクシー）
  - 228 濃灰色メタリック
- シークレット
  - S57 トヨタ・クラウン（覆面パトカー・銀）
  - S58 日産・ティアナ（消防指揮車・北九州市消防局）
  - S59 トヨタ・エスティマ（薄緑メタリック）
  - S60 トヨタ・アルファード（消防指揮車・松山市消防局）

## THEカーコレクションHG
2005年3月発売。
- 日本交通セット
同社の営業ツールとして生産された。第1弾をベースにしたグロリアハイヤー・グロリアタクシー・セドリックタクシーの3台セット。
- 緊急車セット1
第1弾をベースにしたセドリック（大阪府警）・ブルーバード（奈良県警）・コロナ（京都府警）のパトカー3台セット。
- 緊急車セット2
第1弾をベースにしたセドリック（横浜市消防局）・ブルーバード（前橋市消防局）・コロナ（松本市消防局）の消防指揮車3台セット。

## THEカーコレクション基本セット
- 基本セットA
2008年11月発売。トヨペット・コロナ（T20）青、ダットサン・ブルーバード（310）水色、ニッサン・セドリック（30型前期）赤に白屋根、プリンス・グロリア（S40型スーパー6）ゴールドの4台セット。
- 基本セットB
2008年11月発売。トヨタ・セリカXX（A40）赤、日産・スカイライン（C210型）銀、トヨタ・マークII（X60系）茶/銀、日産・セドリック個人タクシー（430型）の4台セット。
- 基本セットC
2008年11月発売。プリンス・スカイラインGT（S54系）グレー、ダットサントラック緑、トヨペット・クラウンタクシー灰青色、トヨタ・クラウン道路公団車の4台セット。
- 基本セットD
2009年3月発売。フェアレディZ432パトカー（警視庁）、フェアレディ240ZG（マルーン 以上S30型）、フェアレディ300ZXパトカー（Z32、静岡県警）、フェアレディZ（パールホワイト Z33）の4台セット。
- 基本セットE
2009年3月発売。トヨタ・ハイエース（消防指令車）、いすゞ・エルフ（バキュームカー カーキ色）、トヨタ・ダイナ（シルバー）、三菱ふそう・キャンター（引越のサカイ）の4台セット。
- 基本セットF1
2009年9月発売。ホンダ・フィット（ピンク）、トヨタ・ヴィッツ（セブン-イレブン）、マツダ・デミオパトカー（宮崎県警）、日産・マーチ（自主防犯車）の4台セット
- 基本セットF2
2009年9月発売。ホンダ・フィット（自主防犯車）、トヨタ・ヴィッツ（ブルー）、マツダ・デミオ（ファミリーマート）、日産・マーチ（消防仕様・横浜市消防局）の4台セット
- 基本セットA2
2009年12月発売。トヨペット・コロナ（JAFサービスカー）、ダットサン・ブルーバード（赤/白）、ニッサン・セドリック（覆面パトカー）、プリンス・グロリア（黒/白屋根）の4台セット。
- 基本セットC2
2009年12月発売。プリンス・スカイラインGT（白/黒屋根）、ダットサントラック（日産サービスカー）、トヨペット・クラウン（大阪府警）、トヨペット・クラウンバン（JAFサービスカー）の4台セット。
- 基本セットA3
2010年1月発売。トヨペット・コロナタクシー（茶/白屋根）、ダットサン・ブルーバードタクシー（青）、日産・セドリックタクシー（薄緑）、プリンス・グロリア構内タクシー（黄色）の4台セット。
- 基本セットE2
2010年1月発売。トヨタ・ハイエース（救急車・杉並区消防局）、いすゞ・エルフ清掃車（グリーン）、トヨタ・ダイナ（ブルー）、三菱ふそう・キャンター（ヤマザキパン）の4台セット。
- 基本セットB2
2010年7月発売。トヨタ・セリカXX（A40）白、日産・スカイライン（C210型）赤/黒、トヨタ・マークII（X60系）青/銀、日産セドリック430型パトロールカー（長野県警）の4台セット。
- 基本セットD2
2010年7月発売。フェアレディZ432（緑）、フェアレディ240ZG（黄色 以上S30型）、フェアレディ300ZXパトカー（Z32、警視庁）、フェアレディZ（マルーン、Z33）の4台セット。
- 基本セットG1
2010年9月発売。ホンダ・TN-7トラック（濃緑）、日産・キャラバン長尺バン（移動交番・千葉中央警察署）、スバル・サンバー（消防仕様・新居浜市消防本部）、日産・バネットバン（日産部品仕様）の4台セット。
- 基本セットH1
2010年10月発売。ホンダ・オデッセイ（個人タクシー）、日産・エルグランド（ガンメタリック）、トヨタ・アルファード（消防仕様）、トヨタ・エスティマ（パールホワイト）の4台セット。
- 基本セットF3
2011年1月発売。マツダ・デミオ（黒）、ホンダ・フィット（パールホワイト）、日産・マーチ（道路公団車）、トヨタ・ヴィッツ（自主防犯車）の4台セット。
- 基本セットE3
2011年11月発売。トヨタ・ハイエース（白/茶）、いすゞ・エルフ（ごみ収集車、グレー）、トヨタ・ダイナ（青緑）、三菱ふそう・キャンター（スリーエフ）の4台セット。
- 基本セットI1
2012年2月発売。トヨタ・トヨエース（扇港電機商会）、ダイハツ・CO8型（黄）、スバル・サンバーライトバン（緑）、マツダ・K360（緑/白）の4台セット。
- 基本セットJ1
2012年2月発売。トヨタ・クラウン（パトロールカー）、日産・ティアナ（覆面パトカー）、日産・セドリック（捜査用パトロールカー）、日産・グロリア（パトロールカー）の4台セット。
- 基本セットH2
2012年5月発売。ホンダ・オデッセイ（銀）、日産・エルグランド（タクシー）、トヨタ・エスティマ（黒）、トヨタ・アルファード（紺）の4台セット。
- チェッカーキャブ
2012年9月発売。トヨタ・クラウンセダン、トヨタ・プリウスの橙色と黒がそれぞれ1台ずつの4台セット。座席も再現されているため、人形を乗せることができる。
- 基本セットG2
2012年11月発売。ホンダ・TN-7トラック（白）、日産・キャラバン（緑）、マツダ・ホンゴバン（消防指揮車）、スバル・サンバートラック（黄）の4台セット。
- 基本セットK1
2013年2月発売。ホンダ・トゥデイ（黄）、スズキ・ワゴンR（紺）、ダイハツ・ハイゼットカーゴ（ダスキン）、三菱・I-MiEV（銀/白）の4台セット。
- 基本セットF4
2013年8月発売。マツダ・デミオ（赤）、ホンダ・フィット（ベージュ）、トヨタ・ヴィッツ（銀）、日産・マーチ（緑）の4台セット。
- 基本セットL1
2013年12月発売。三菱ふそう・キャンターパネルバン（薄緑）、トヨタ・ダイナ（タンクローリー、シェル）、トヨタ・ランドクルーザーFJ56V（消防）、トヨタ・カローラ30バン（青）の4台セット。
- 日本交通
2014年6月発売。トヨタ・クラウンセダン、トヨタ・プリウスの四社カラーと黒タクがそれぞれ1台ずつの4台セット。座席も再現されているため、人形を乗せることができる。
- 基本セットG3
2014年9月発売。マツダ・ホンゴバン（パナソニック）、スバル・サンバートラック（パナソニック）、日産・キャラバン（消防）、ホンダ・TN-7トラック（ベージュ）の4台セット。
- 基本セットM1
2014年10月発売。スバル360（水色）、ダイハツ・ミゼットMP（薄緑）、トヨペット・クラウンタクシー（白/赤）、トヨペット・マスターライン（消防）の4台セット。
- 基本セットE4
2015年1月発売。いすゞ・エルフ（ごみ収集車、黄）、三菱ふそう・キャンター（セブン-イレブン）、トヨタ・ハイエースバン（青）、トヨタ・ダイナ（白）の4台セット。
- 基本セットI2
2015年8月発売。マツダ・K360（グレー）、スバル・サンバーライトバン（青）、ダイハツ・CO8型（ブルーグレー）、トヨタ・トヨエース（薄緑/黄）の4台セット。
- 基本セットJ2
2015年9月発売。日産・グロリア（白）、日産・セドリック（パトロールカー、神奈川県警）、日産・ティアナ（パトロールカー、高知県警）、トヨタ・クラウン（覆面パトカー）の4台セット。
- 基本セットK2
2016年1月発売。ホンダ・トゥデイ（赤）、スズキ・ワゴンR（緑メタリック）、ダイハツ・ハイゼットカーゴ（道路作業車）、三菱・i-MiEV（白/青ライン）の4台セット。
- 基本セット航空自衛隊
2016年2月発売。日産・AD（業務車、青）、日産・AD（業務車、黒）、日産・パラメディック（救急車、小松基地）、日産・パラメディック（救急車、百里基地）の4台セット。
- 基本セットF5
2018年2月発売。日産・マーチ（黄）、ホンダ・フィット（紺）、マツダ・デミオ（銀）、トヨタ・ヴィッツ（白）の4台セット。
- 基本セットN1
2018年3月発売。日産・NV350キャラバン（幼児バス）、日産・セレナ（白）、日産・エクストレイル（赤）、日産・グロリアバン（イエロイッシュシルバー）の4台セット。THEカーコレクション第14弾以来の新規金型となる。
- 基本セットN2
2018年3月発売。日産・NV350キャラバン（銀）、日産・セレナ（黒）、日産・エクストレイル（白）、日産・グロリアバン（パトロールカー、兵庫県警）の4台セット。
- 基本セットO1
2019年2月発売。スズキ・アルト（赤）、ホンダ・N-BOXカスタム（パールホワイト）、スズキ・ジムニー（紺）、スズキ・ハスラー（水色）の4台セット。
- 基本セットO2
2019年3月発売。スズキ・ジムニー（パトロールカー）、スズキ・ハスラー（ピンク）、スズキ・アルト（白）、ホンダ・N-BOXカスタム（紫）の4台セット。

## THEカーコレクション80

### 第1弾
2006年3月発売。
- トヨタハイエース
警視庁・東京消防庁・コミュータの3種。
- トヨペットクラウンバン
白・東京消防庁・京都府警の3種。
- トヨタハイエースDX
白・紺・郵便局（日本郵便逓送）の3種。
- トヨタクラウンセダン
黒・タクシー（日本交通）・黒タクシー（日本交通）の3種。
- シークレット
トヨタハイエース（パトカー・神奈川県警）・トヨタハイエースDX（郵便局・窓あり）

### 第2弾
2006年12月発売。「スカイラインヒストリー1」の副題があり、同車種の歴代モデルから下記4車種の模型化。
- C10：ハコスカ（バン）
白・黄・警視庁の3種。
- GC10：ケンメリGT（4ドア）
白・薄緑・警視庁の3種。
- C211：ジャパンTI（4ドア）
白・銀・警視庁の3種。
- R32：超感覚スカイライン（4ドア）
白・銀・赤の3種。
- シークレット
C10（ニッサンサービス）・C211（覆面パトカー）

### 第3弾
2007年3月発売。「スカイラインヒストリー2」の副題があり、6代目・R30型を模型化している。
- ハッチバックGT
黒・紺・赤の3種。
- セダンGT
ベージュ・パトカー・シルバーの3種。
- セダンRS
赤/シルバー・シルバー/黒・ターボ赤/黒の3種。
- エステート
白・道路公団・黄の3種。
- シークレット
ハッチバックGT（白）・エステート（日産プリンス自動車販売）

### 第4弾
2007年11月発売。「働く車」の副題があり、トラックやタクシーなどを製品化。下記の4種類を模型化。
- ダイハツCO型オート三輪トラック
青・緑・オレンジの3種。
- プリンス・クリッパー幌付き平荷台トラック（高床ロング仕様）
青・白・緑の3種。
- 日産・ブルーバード6代目・910型（スタンダード仕様）
「四社カラー」（東京四社営業委員会の統一カラー）・個人タクシー（白一色）・消防指令車（東京消防庁）の3種。
- 日産・セドリック5代目・430型（スタンダード仕様）
パトカー（警視庁）・「四社カラー」・個人タクシー（東京都個人タクシー協同組合：でんでん虫グループ）の3種。
- シークレット
日産・ブルーバード6代目・910型個人タクシー（銀一色）

### 第5弾
2008年12月発売。「歴代クラウン」の副題があり、トヨタ・クラウンなどを製品化。下記の4種類を模型化。
- トヨペット・マスターライン
桃色、水色、茶色の3種。
- トヨペットクラウンピックアップ
青、灰色、クリームの3種。
- トヨタ・クラウン4代目・MS60型
黒、茶、橙+オレンジのタクシーの3種。
- トヨタ・クラウン12代目・JZS180型
パトカー（千葉県警察）・シルバー・個人タクシー（東京都個人タクシー協同組合：でんでん虫グループ）の3種。
- シークレット
トヨタ・クラウン4代目・MS60型消防指令車（消防庁）、トヨタ・クラウン12代目・JZS180型パトカー（神奈川県警察）

### 第6弾
2009年発売。
- マツダ・T360
ベージュ・紺・緑の3種。
- 日産・キャラバン標準バン
青・ベージュ・パトロールカー（警視庁）の3種。
- マツダ・ホンゴバン
白・銀・消防の3種。
- スバル・サンバーバン
水色・赤帽・白の3種。
- シークレット
スバル・サンバーバン（ゴールド）

### THEカーコレクション80HG
第1弾の4車種をベースにしている。
- 2007年7月発売。
トヨタハイエース 東京消防庁
トヨタハイエースDX 日本通運
- 2007年8月末発売。
トヨペットクラウンバン JAFサービスカー
トヨタクラウンセダン 個人タクシー（東京都個人タクシー協同組合：でんでん虫グループ）
- 2008年1月発売。
日産・スカイライン2000GT-E・X（銀/紺、特別仕様車）
日産・スカイライン2000RS-TURBO（白）
- 2008年2月発売。
日産・スカイラインハッチバック2000GT-E・X（黄）
日産・スカイラインエステート（パトロールカー、警視庁）
- 2008年9月発売。
日産・セドリック200スタンダード（黒）
日産・セドリック（JAFサービスカー）
- 2009年2月発売。
ダイハツ・CO8型（緑）
日産プリンス・クリッパー（ニッサンサービス）
- 2009年11月発売。
トヨタ・クラウン（パトロールカー、警視庁）
トヨタ・クラウン（消防査察車、千葉市消防局）
- 2010年2月発売。
スバル・サンバー（佐川急便）
マツダ・ホンゴ（JR東日本）
- 2010年3月発売。
日産・キャラバン（救急車、渋谷区消防局）
マツダ・T600（白/ピンク、錆仕様）
- 2010年8月発売。
日産・ブルーバードタクシー（都タクシー）
トヨタ・クラウンタクシー（グリーンキャブ）
- 2010年10月発売。
マツダ・ホンゴ（コカ・コーラ）
- 2010年11月発売。
スバル・サンバーバン（ダスキン）